# Hans-Bernhard Hoch
Hans-Bernhard Hoch (* 30. Januar 1928 in Dresden; † 13. April 2020 ebenda) war ein deutscher Kantor, Organist, Musikpädagoge und Kirchenmusikdirektor.

## Biografie
Hans-Bernhard Hoch wurde als Sohn des Juristen Dr. Julius Hoch und seiner Ehefrau Marie-Elisabeth Hoch, geb. Freiin von Hausen in Dresden geboren und wuchs im Stadtteil Loschwitz im Rosenhof auf. Früh wurde seine musikalische Begabung erkannt, weshalb er ab 1934 Klavier- und ab 1942 Orgelunterricht erhielt.
Kurz vor Ende des Zweiten Weltkriegs wurde er im Alter von 16 Jahren als Luftwaffenhelfer in eine Flakbatterie einberufen, die im Januar 1945 von Dresden ins Ruhrgebiet verlegt wurde. Dort geriet er in amerikanische Kriegsgefangenschaft und war drei Monate im Rheinwiesenlager bei Remagen interniert, bevor er im Juli 1945 entlassen wurde.
Nach seiner Rückkehr legte er das Abitur ab und studierte ab 1947 an der Staatlichen Akademie für Musik und Theater in Dresden, bis die dortige Orgelabteilung im Sommer 1949 als Folge der Repressionen gegenüber der Kirche in der sowjetischen Besatzungszone aufgelöst wurde. Zusammen mit den exmatrikulierten Kommilitonen verfasste Hoch eine Petition. „Die Studenten baten Landesbischof Hahn, eine kircheneigene Ausbildung zum Kantorenamt in die Wege zu leiten. Die Landeskirche reagierte unverzüglich mit der Einrichtung von kirchenmusikalischen Ausbildungskursen.“ In der Folge wurde die Kirchenmusikschule Dresden unter Leitung von Martin Flämig gegründet, zu dessen ersten Studenten Hoch gehörte und an der er später lehrte.
Von 1951 bis 1954 setzte er sein Studium am Kirchenmusikalischen Institut der Hochschule für Musik in Leipzig fort. Zu seinen Lehrern gehörten Günther Ramin (Orgel), Amadeus Webersinke (Klavier) und Johannes Weyrauch (Komposition). Nach der bestandenen A-Prüfung übernahm er am 29. August 1954 die Kantorenstelle an der Friedenskirche Radebeul.
Dort leistete er über viele Jahre hinweg kirchenmusikalische Aufbauarbeit, indem er eine Singschule und Kurrende gründete, bis er mit dem Nachwuchs die Qualität der Kantorei steigern und mit dieser größere oratorische Aufgaben erfüllen konnte. So kamen ab 1960 in Radebeul Haydns Schöpfung, Bachs Weihnachtsoratorium, Händels Messias, das Requiem von Mozart, sowie Bachs Johannes- und Matthäuspassion zur Aufführung. „Seine Konzerte erlangten eine solche Strahlkraft, dass auch spätere Berühmtheiten wie Elisabeth Wilke, Adele Stolte, Andreas Scheibner oder Ute Selbig sich gewinnen ließen, mitzuwirken.“ Im Bachjahr 1985 konnte er den Tenor Peter Schreier für die Evangelistenpartie im Weihnachtsoratorium verpflichten. Zu den von ihm initiierten Veranstaltungsreihen gehörten auch die jährliche „Sommerliche Serenade“ und die „Kostbarkeiten aus Literatur und Musik“.
Von 1955 bis 1994 lehrte er an der Dresdner Kirchenmusikschule in den Fächern Klavier und Partiturspiel. Im Auftrag der Landeskirche übernahm er zudem von 1962 bis 1983 die Leitung der Singwochen in Schönheide/Erzgebirge.
1981 wurde Hoch zum Kirchenmusikdirektor der Evangelisch-Lutherischen Landeskirche Sachsens für den Kirchenbezirk Dresden-Mitte berufen. In dieser Funktion dirigierte er beispielsweise am 10. Juli 1987 beim Eröffnungsgottesdienst des ersten und einzigen Katholikentreffens in der DDR die evangelischen Chorsänger. Er führte dieses Amt bis zu seiner Emeritierung im Jahr 1993 aus.
Im Oktober 1986 sang die Radebeuler Kurrende unter seiner Leitung vor der Ruine der im Zweiten Weltkrieg zerstörten Dresdner Frauenkirche in einer Fernsehaufzeichnung der BBC für die Sendung Songs of Praise - for Remembrance from Coventry and Dresden, die am 9. November 1986 ausgestrahlt wurde. Fast 40 Jahre später erinnert der MDR in einem Fernsehbeitrag an diese Aufnahmen und interviewt damalige Mitwirkende.
Der Wiederaufbau der Frauenkirche wurde durch den von seinem Bruder, dem Pfarrer Karl-Ludwig Hoch verfassten Ruf aus Dresden 1990 erfolgreich angeregt. Während der Bauzeit übernahm Hoch zwischen 1996 und 2005 die ehrenamtliche musikalische Ausgestaltung von zahlreichen Abendgottesdiensten in der bereits fertiggestellten Unterkirche und lud dazu junge Gesangs- und Instrumentalsolisten ein.
2004 wurde Hoch für sein musikalisches Schaffen mit dem Kunstpreis der Stadt Radebeul ausgezeichnet. Die Preisverleihung fand im Luthersaal der Friedenskirche Radebeul statt.
Hans-Bernhard Hoch war seit 1954 verheiratet mit Ilse Hoch geb. Thoß und hatte drei Kinder. Ab 2016 lebte er mit seiner Frau wieder in Dresden, im Schwanenhaus der Diakonissenanstalt. Er starb 2020 im Alter von 92 Jahren und wurde auf dem Hauptfriedhof Radebeul-West beigesetzt.

## Würdigung
„Jede dieser Veranstaltungen ist von Kantor Hoch inspiriert, wird mit Akkuratesse und viel Liebe vorbereitet, mit Fingerspitzengefühl und einem Engagement, das aus ehrlicher Hingabe an den Nächsten kommt, durchgeführt. Es stimmt, was unlängst ein Theologe formulierte, daß in den zurückliegenden 25 Jahren in Radebeul unter seiner Leitung eine kirchenmusikalische Großgemeinde entstanden ist.“
„Sicht- und hörbare Ergebnisse seiner Arbeit sind vor allem die Oratorien, die Konzerte, die Kurrende. Immerhin bildete er rund 350 Sänger aus, die mit dazu beitragen, daß in der Friedenskirchgemeinde ein hohes musikalisches Niveau vorhanden war und ist.“
„Wer Kantor Hoch persönlich kannte, wird ihn nicht nur als einen hochbegabten Musiker, sondern auch als einen feinsinnigen, liebenswerten Menschen in Erinnerung behalten, dessen Humor sprichwörtlich war und der sein Leben stets stilvoll gestaltete.(...) Mit ihm verliert die sächsische Kirchenmusik eine bedeutende, originelle und prägende Persönlichkeit.“